# Théorie de Brønsted-Lowry
La théorie de Brønsted-Lowry est une extension de la théorie acide-base d'Arrhenius. Elle porte les noms des chimistes anglais Thomas Lowry et danois Joannes Brønsted qui l'énoncèrent indépendamment en 1923.

## Rappel de la théorie d'Arrhenius
Selon la théorie acide-base d'Arrhenius, un acide est une espèce chimique dont l'entité libère un ion H+ tandis qu'une base est une espèce chimique dont l'entité libère un ion OH−. Ces deux définitions se fondent sur le comportement des entités en solution aqueuse.

## Définition de Brønsted-Lowry
Le concept d'acidité et basicité de Brønsted se fonde sur le fait que la réaction d'un acide ou d'une base ne sont pas indépendantes mais le résultat d'un même phénomène : un transfert de proton de l'une des deux entités vers l'autre. Dans cette théorie on définira donc :
- acide : espèce chimique donneur de protons. L'entité est susceptible de céder un ou plusieurs protons (ions H+) ;
- base : espèce chimique accepteur de protons. L'entité est susceptible de capter un ou plusieurs protons.

### Différences avec la théorie d'Arrhenius
- On ne fait plus jouer un rôle important à l'eau ni à un autre solvant.
- La définition d'une base est liée à celle d'un acide (transfert de proton) ; l'ion OH− ne joue plus de rôle particulier, il devient simplement une base parmi d'autres.
- Selon la définition, un acide ne doit pas obligatoirement s'ioniser dans l'eau ; c'est un composé susceptible de donner un proton. On envisage ainsi la réactivité de l'acide et non pas sa structure dans le solvant.

## Exemple. Acide et base conjugués
Lors de la dissolution du chlorure d'hydrogène gazeux dans l'eau liquide, la réaction suivante a lieu: H2O(l) + HCl(g) → H3O+(aq) + Cl−(aq). Ici l'eau agit comme base parce qu'elle accepte un proton, tandis que HCl agit comme acide parce qu'il cède un proton.
Quant aux produits ioniques formés, l'ion hydronium H3O+ est l'acide conjugué de l'eau, c'est-à-dire ce qui est formé par l'eau en acceptant un proton. De même l'ion chlorure est la base conjuguée de HCl, formé après la cession d'un proton.